# 1924 en Norvège
Chronologie de la Norvège
- 1920
- 1921
- 1922
- 1923
- 1924
- 1925
- 1926
- 1927
- 1928

Cet article présente les faits marquants de l'année 1924 en Norvège ou relatifs à la Norvège.

## Gouvernance
- Haakon VII est roi de Norvège.
- Abraham Berge dirige le Gouvernement jusqu'au 25 juillet, puis Johan Ludwig Mowinckel forme le nouveau gouvernement.

## Événements
- La catastrophe du 20 octobre 1924 à Gjerdrum, également appelé "Kogstadfallet" était un glissement de terrain qui a eu lieu à Gjerdrum dans la nuit du 20 au 21 octobre 1924, au nord d'Ask dans la commune de Gjerdrum[1],[2],[3]. La plupart des habitants ont réussi à se sauver eux-mêmes du glissement de terrain, mais un homme disparut et une femme a été si grièvement blessée qu'elle mourut quelques années plus tard. Plusieurs fermes ont été détruites et plus de 1 600 mètres de routes sont devenus inutilisables.
- Les élections législatives norvégiennes de 1924 (Stortingsvalet 1924, en norvégien) se sont tenues le 21 octobre 1924, afin d'élire les cent cinquante députés du Storting pour un mandat de trois ans. Le Parti libéral de gauche obtient 11 sièges grâce à son alliance avec le Parti conservateur. Au cours de ces élections, cette alliance fut intégrale et le parti libéral de gauche n'a pas présenté de listes autonomes.

## Sport
- Les championnats du monde de patinage artistique 1924 ont lieu du 16 au 17 février 1924 à Christiania[4] en Norvège pour les Dames, et du 26 au 27 février 1924 au Ice Palace de Manchester au Royaume-Uni pour les Messieurs et les Couples.
- La Norvège participe aux Jeux olympiques d'été de 1924 à Paris. 62 athlètes norvégiens, 60 hommes et 2 femmes, ont participé à 43 compétitions dans 10 sports. Ils y ont obtenu dix médailles : cinq d'or, deux d'argent et trois de bronze.
- La Norvège participe aux Jeux olympiques d'hiver de 1924 à Chamonix en France du 24 janvier au 5 février 1924. L'équipe de Norvège olympique remporte dix-sept médailles, lors de ces premiers Jeux olympiques d'hiver de 1924 à Chamonix, se situant à la première place des nations au tableau des médailles.

## Naissances
- Naissance en Norvège en 1924

## Décès
- Décès en Norvège en 1924